# Damián Barcos
José Damián Barcos (* 11. Juni 1981 in San Carlos de Bariloche) ist ein ehemaliger argentinischer Biathlet.

## Karriere
Damián Barcos gab sein internationales Debüt 2003 in Ridnaun im Biathlon-Europacup und wurde 107. im Sprint. 2006 kam er mit einem 50. Rang im Sprint von Altenberg auf seine beste Platzierung in der Rennserie. In der folgenden Saison debütierte Barcos auch im Biathlon-Weltcup und wurde in Hochfilzen 116. eines Sprints. Seine besten Ergebnisse im Weltcup erreichte er im Rahmen der Biathlon-Weltmeisterschaften 2007 in Antholz mit einem 91. Platz im Einzel und einem 98. Rang im Sprint. 
Er startete im August 2010 bei den Biathlon-Südamerikameisterschaften in Portillo und seinem Heimatort Bariloche. Bei der Meisterschaft, die als Rennserie ausgetragen wurde, wurde Barcos in Portillo Fünfter des Einzels und Vierter im Sprint- sowie im Massenstartrennen. Beim Sprintrennen in Bariloche wurde er nochmals Vierter. Auch in der Gesamtwertung, in die nur drei der vier Rennen eingingen, belegte er den vierten Platz. Zwei Jahre später gewann er im Sprint die Silbermedaille und wurde Sechster im Massenstart. Nach jahrelanger Absenz nahm Barcos im Januar und Dezember 2017 überraschend an einigen IBU-Cup-Rennen teil, auch eine Single-Mixed-Staffel bestritt der Argentinier. Dies waren allerdings seine bis heute letzten Auftritte als aktiver Biathlet.

## Statistiken

### Biathlon-Weltcup-Platzierungen
Die Tabelle zeigt alle Platzierungen (je nach Austragungsjahr einschließlich Olympische Spiele und Weltmeisterschaften).
- 1.–3. Platz: Anzahl der Podiumsplatzierungen
- Top 10: Anzahl der Platzierungen unter den ersten zehn (einschließlich Podium)
- Punkteränge: Anzahl der Platzierungen innerhalb der Punkteränge (einschließlich Podium und Top 10)
- Starts: Anzahl gelaufener Rennen in der jeweiligen Disziplin
- Staffel: inklusive Mixed- und Single-Mixed-Staffeln

| Platzierung         | Einzel | Sprint | Verfolgung | Massenstart | Staffel | Gesamt |
| ------------------- | ------ | ------ | ---------- | ----------- | ------- | ------ |
| 1. Platz            |        |        |            |             |         |        |
| 2. Platz            |        |        |            |             |         |        |
| 3. Platz            |        |        |            |             |         |        |
| Top 10              |        |        |            |             |         |        |
| Punkteränge         |        |        |            |             |         |        |
| Starts              | 1      | 4      |            |             |         | 5      |
| Stand: Karriereende |        |        |            |             |         |        |

### Biathlon-Weltmeisterschaften
Ergebnisse bei den Weltmeisterschaften:
| Weltmeisterschaften | Weltmeisterschaften | Einzelwettbewerbe | Einzelwettbewerbe | Einzelwettbewerbe | Einzelwettbewerbe | Staffelwettbewerbe | Staffelwettbewerbe |
| Jahr                | Ort                 | Einzel            | Sprint            | Verfolgung        | Massenstart       | Herrenstaffel      | Mixedstaffel       |
| ------------------- | ------------------- | ----------------- | ----------------- | ----------------- | ----------------- | ------------------ | ------------------ |
| 2007                | Antholz             | 91.               | 98.               | –                 | –                 | –                  | –                  |